# Піц-да-ла-Марнья
Піц-да-ла-Марнья (ромш. Piz da la Margna) (3158 м, відносна висота вершини 273 м) — гора в гірському масиві Берніна в Альпах, над озером Зільс у кантоні Граубюнден, Швейцарія. 
Піц-да-ла-Марнья розташований на південний схід від перевалу Малоя на південно-західному кінці долини Енгадін.
Підйоми можна здійснити від перевалу Малоя через північний хребет (F); дещо легший маршрут пролягає через Val Fedoz і східний фланг. 
Сходження на гору через південно-східний хребет від Fuorcla da la Margna (AD, IV) вперше здійснили Ганс Фрік (Hans Frick), Крістіан Ціпперт (Christian Zippert) і Ганс Каспер (Hans Casper) 14 серпня 1918 року.
Перше зафіксоване «туристичне» сходження на гору Piz da la Margna було здійснено Дж. Кавізелем (J. Caviezel), Креттлі (Krättli), Роббі (Robbi) та Зауном (Zaun) у червні 1857 року.